# Preminona insularis
Preminona insularis är en plattmaskart som först beskrevs av Meixner 1928, och fick sitt nu gällande namn av Tor Karling 1966. Preminona insularis ingår i släktet Preminona och familjen Monocelididae. Inga underarter finns listade i Catalogue of Life.